# Jacques Balmat

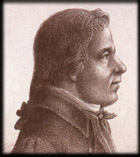
Jacques Balmat.

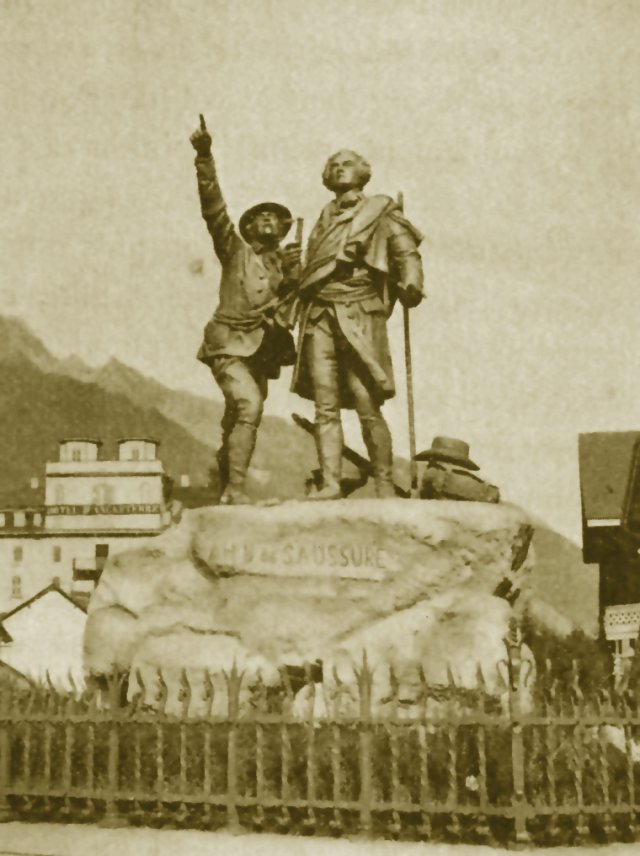
Monument ter ere van Horace-Bénédict de Saussure, vergezeld door zijn gids Jacques Balmat, op het naar Balmat genoemde pleintje in Chamonix

Jacques Balmat (geb. 1762 in of nabij Chamonix - overleden 1834 in het dal van de Sixt), later in Franse teksten met de hem toegekende erenaam dit Mont Blanc, was een Savoiaanse jager en kristallenzoeker die bekend is geworden als de eerste beklimmer, samen met dokter Paccard, van de Mont Blanc. Op 8 augustus 1786 bereikten zij de besneeuwde top via de grote Les Bossons-gletsjer aan de Chamonixse zijde van de berg.
Vaak is deze eerste beklimming van de Mont Blanc aangeduid als het begin van de bergsport. In de jaren hierna werden ook andere hoge toppen elders in de Alpen voor het eerst bedwongen. Daarbij werd duidelijk dat tochten in het hooggebergte weliswaar gevaren met zich meebrachten, maar dat er op grote hoogten géén "kwade geesten" rondwaarden, zoals eeuwenlang in sagen en legenden was verkondigd en zoals het hardnekkig bijgeloof van de plaatselijke bevolking in de dalen had geluid. Een van de namen voor de Mont Blanc was dan ook Mont Maudit(e) geweest, de vervloekte of verdoemde berg (thans nog in gebruik als de officiële naam voor een neventop in het massief). Het trotseren en weerleggen van dit bijgeloof was ook kenmerkend voor de periode van de Verlichting aan de vooravond van de Franse Revolutie.

## Beklimming
Zijn eerste geslaagde beklimming was Balmats derde poging, ondanks aanzienlijke ontberingen en onder (volgens latere beschrijvingen) dramatische omstandigheden. Zijn metgezel dokter Paccard werd tijdens de beklimming sneeuwblind en moest de afdaling met gesloten ogen maken. Na hun terugkeer in het dal vernamen zij dat Judith, het zieke dochtertje van Jacques Balmat dat door Paccard was verzorgd, tijdens hun afwezigheid was overleden.
Daarna ondernam Balmat nieuwe pogingen met de Geneefse wetenschapper Horace-Bénédict de Saussure. Die had een prijs uitgeloofd voor de gids die hem op de top zou weten te brengen. Pas bij hun poging in de daarop volgende zomer, op 2 augustus 1787, slaagden zij erin de top te bereiken, in een groep van 17 man met dragers en een bediende.
Hierna reikte Victor Amadeus III, de toenmalige koning van Sardinië en destijds tevens de vorst van Piëmont en de hertog van Savoie, hem een oorkonde uit waarin hem het privilege werd verschaft zich voortaan Jacques Balmat dit le Mont Blanc te noemen.
In juli 1811 (?), bij zijn tiende geslaagde beklimming, werd Balmat vergezeld door Marie Paradis, die daarmee de eerste vrouw werd op de top van de Mont Blanc.
Balmat verdween op 72-jarige leeftijd door een val in een gletsjerspleet in de vallei van de Sixt, naar verluidt toen hij op zoek was naar goud. Zijn lichaam is nimmer teruggevonden. In het centrum van Chamonix is een pleintje naar hem genoemd, de Place Balmat, en in Genève een straat, die parallel loopt aan een straat die genoemd is naar De Saussure.

## Historische romans
Hoewel zowel Paccard als H.B.de Saussure al enkele maanden na hun beklimmingen samen met Balmat verslagen publiceerden, zouden over het relaas van Balmat zelf pas veel later enkele beschrijvingen verschijnen. De bekendste is die van Alexandre Dumas, de beroemde Franse romanschrijver die ook ooit zelf de top beklom: hij was een van de overlevenden van de dramatisch verlopen expeditie in 1820, waarbij het eerste beschreven dodelijk ongeval op de Mont Blanc plaatsvond.
De Nederlandse schrijver A. den Doolaard wijdde zijn minder bekende werk De groote verwildering (1936) aan de eerste beklimming en het drama met het dochtertje van Balmat. Daarvan verschenen diverse vertalingen, in het Italiaans en Tsjechisch (Mont Blanc, 1937), in 1950 in het Frans Le vainqueur du Mont Blanc en in 1962 in het Duits Am Fusse des Himmels.
Den Doolaard zou zich voor de benodigde informatie hebben gebaseerd op de geschriften van De Saussure en op de beschrijving van Dumas.

## Biografieën
Pas vele jaren na zijn dood zouden er ook biografieën over Balmat verschijnen: in 1929 Jacques Balmat du Mont-Blanc van Charles Rochat-Cenise, in 1986 van Roger Canac ter gelegenheid van de Bicentenaire (200-jarige herdenking) van de eerste beklimming, en vervolgens in 2003 van Jean-Pierre Spilmont eveneens getiteld Jacques Balmat dit Mont-Blanc.

## Varia

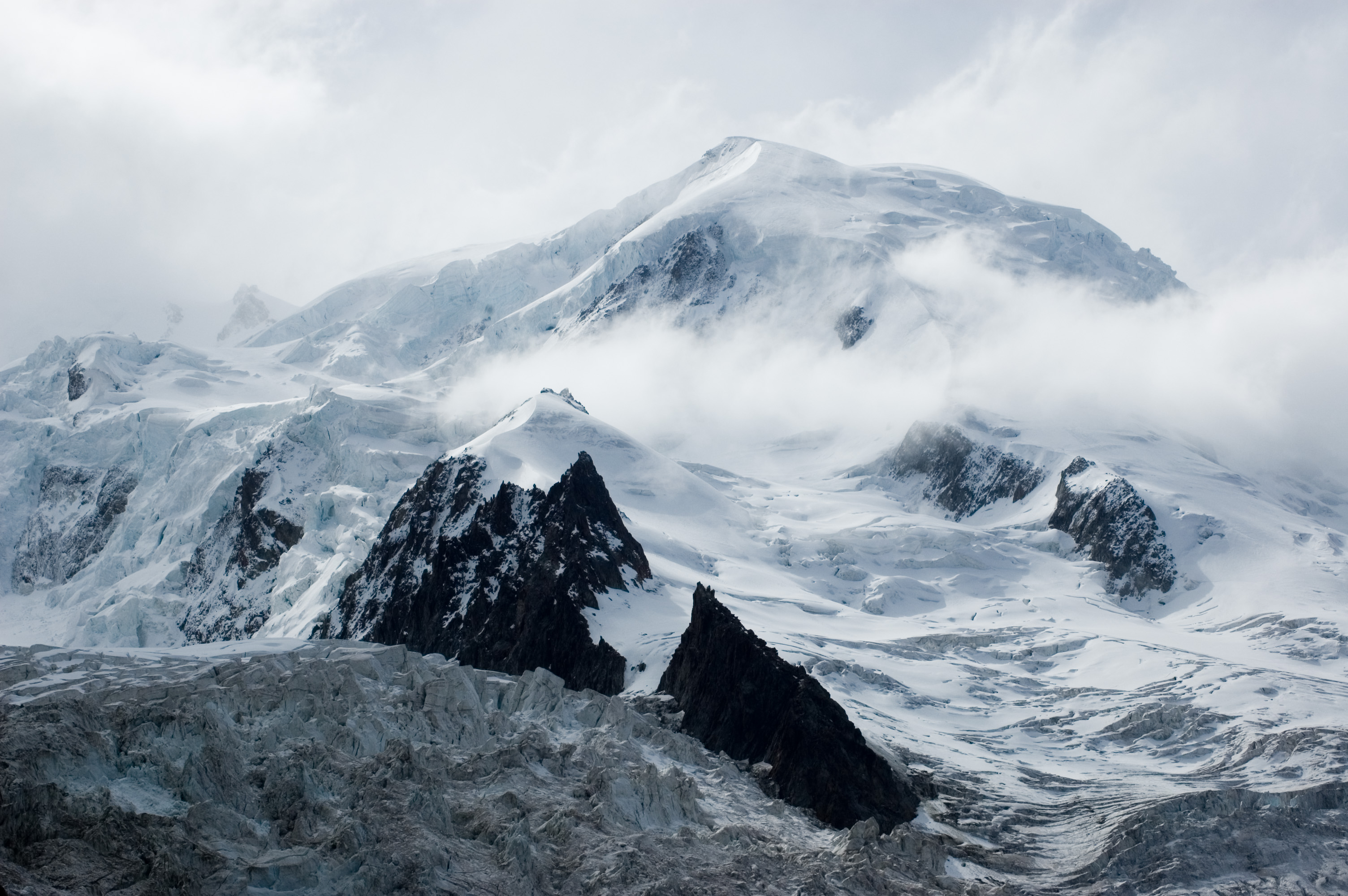
De Mont Blanc gezien vanuit Chamonix

- De door Balmat en Paccard in 1786 geopende route over Grands Mulets, waar later de gelijknamige berghut (Hotellerie des Grands Mulets) werd gebouwd, wordt wegens het gevaar van gletsjerspleten tegenwoordig minder vaak gebruikt voor de bestijging van de berg. Populair is thans de nieuwe "normaalroute" over de Dome du Goûter vanuit Les Houches via Nid'd'Aigle, de Tête Rousse-gletsjer en langs het Grand Couloir, waarvan de gevaren van vallend gesteente voor lief moeten worden genomen door degenen die aldus de gevaren van de spleten in de gletsjers op de oude "normaalroute" via Grands Mulets willen mijden, die een aanpassing was van de oorspronkelijke route van Balmat en Paccard. De oorspronkelijke route van de eerste beklimming geldt thans nog wel als een snellere afdalingsmogelijkheid voor klimmers die op grote hoogte worden overvallen door slecht weer.
- Aan de Chamonixse zijde van de Mont Blanc bevindt zich een plek die de Gîte de Balmat wordt genoemd: een met opgestapelde stenen afgeschermde schuilplek onder een overhangende rots, die hij als etappeplaats voor bivaks zou hebben ingericht bij zijn eerste pogingen de berg te bedwingen.